# Ottawa (Ohio)
Ottawa es una villa ubicada en el condado de Putnam en el estado estadounidense de Ohio. En el Censo de 2010 tenía una población de 4460 habitantes y una densidad poblacional de 361,46 personas por km².

## Geografía
Ottawa se encuentra ubicada en las coordenadas 41°1′11″N 84°2′5″O / 41.01972, -84.03472. Según la Oficina del Censo de los Estados Unidos, Ottawa tiene una superficie total de 12.34 km², de la cual 12.16 km² corresponden a tierra firme y (1.43%) 0.18 km² es agua.

## Demografía
Según el censo de 2010, había 4460 personas residiendo en Ottawa. La densidad de población era de 361,46 hab./km². De los 4460 habitantes, Ottawa estaba compuesto por el 92.49% blancos, el 0.83% eran afroamericanos, el 0.38% eran amerindios, el 0.31% eran asiáticos, el 0% eran isleños del Pacífico, el 4.75% eran de otras razas y el 1.23% pertenecían a dos o más razas. Del total de la población el 10.34% eran hispanos o latinos de cualquier raza.